# Штеточина
Штеточина је врста биљке или животиње која је штетна по нормални живот и функционисање човека и углавном се односи на организме који штете усевима, стоци или људима у својим домовима. У штеточине се најчешће убрајају мишеви, пацови, крпељи, буве, бубашвабе и бројни други организми. Људи су модификовали животну средину за своје потребе и нетолерантни су према другим створењима која заузимају исти простор када њихове активности негативно утичу на људске циљеве. Дакле, слон је неприговоран у свом природном станишту, али штеточина када гази усјеве. 
Постоје три основне стратегије за биолошку контролу: класична (увоз), где се уводи природни непријатељ штеточина у нади да ће постићи контролу; индуктивна (аугментација), у којој се примењује велика популација природних непријатеља за брзу контролу штеточина; и инокулативно (очување), у којем се предузимају мере за одржавање природних непријатеља редовним поновним успостављањем.
Пољопривредне и хортикултурне културе нападају широки спектар штеточина, а најважнији су глодари, инсекти, гриње, ваљкасти црви (нематоде) и пужеви. Штета коју чине произилази и из директне повреде коју узрокују биљкама и од индиректних посљедица гљивичних, бактеријских или вирусних инфекција које преносе. Биљке имају своју одбрану од ових напада, али они могу бити преплављени, посебно у стаништима гдје су биљке већ под стресом, или гдје су штеточине случајно уведене и не могу имати природних непријатеља. Штеточине које утичу на дрвеће су претежно инсекти, а многи од њих су такође уведени нехотице и немају природних непријатеља, а неки су пренели нове гљивичне болести са разорним резултатима. 
Људи су традиционално вршили контролу штеточина у пољопривреди и шумарству употребом пестицида; међутим, постоје и друге методе, као што су механичка контрола и недавно развијене биолошке контроле. 

## Концепт
Штеточина је свако живо биће које људи сматрају проблематичним за себе, своју имовину или животну средину. Штеточине могу изазвати проблеме са усевима, здрављем људи или животиња, зградама и дивљим подручјима или већим пејзажима. Старија употреба речи "штеточина" је смртоносна епидемијска болест, посебно куга. У свом најширем смислу, штеточина је конкурент човечанству. Штеточине укључују биљке, патогене, бескичмењаке, кичмењаке или било који организам који штети екосистему.

### Животиње
Животиње се сматрају штеточинама или напастима када повриједе људе или оштете усеве, шумарство или зграде. Слонови се сматрају штеточинама од стране фармера чије усјеве нападају и газе. Комарци и крпељи су вектори који могу преносити болести, али су и штеточине због невоље изазване њиховим угризима. Скакавци су обично усамљени биљоједи од малог економског значаја док се не испуне услови за њих да уђу у фазу ројења, постану локуст и изазову огромну штету. Многи људи цијене птице на селу и њихове баште, али када се оне акумулирају у великим масама, оне могу бити сметња.
Јата чворака могу се састојати од стотина хиљада појединачних птица, њихова склоништа могу бити бучна, а њихов измет обиман; измет је кисел и може изазвати корозију метала, камена и опеке, као и да их поружњају. Голубови у урбаним срединама могу бити опасни по здравље, а галебови у близини обале могу постати сметња, посебно ако постану довољно храбри да отму храну од пролазника. Све птице су ризик на аеродромима гдје се могу усисати у авионске моторе. Дјетлићи понекад ископавају рупе у зградама, оградама и комуналним стубовима, узрокујући структурна оштећења; Они такође бубањ на различитим одјекујућим структурама на зградама као што су олуци, довн-изливи, димњаци, отвори и алуминијумске фолије. Медузе могу формирати огромне ројеве који могу бити одговорни за оштећење риболовне опреме, а понекад и зачепити системе за хлађење електрана и постројења за десалинизацију који црпе воду из мора.
Многе животиње које сматрамо штеточинама живе у нашим домовима. Пре него што су људи изградили станове, ова створења су живела у ширем окружењу, али су еволуирала заједно са људима, прилагођавајући се топлим, заштићеним условима које кућа пружа, дрвеним дрвеним грађама, намјештају, залихама хране и депонијама смећа. Многи више не постоје као слободни живи организми у спољном свијету и стога се може сматрати да су припитомљени. Кућни миш са шкотског архипелафа Света Килда брзо је изумро када је посљедњи острвљанин напустио острво Света Килда, Шкотска 1930. године, али је Пољски миш (Св. Килда, Шкотска) преживио.

### Биљке
Биљке се могу сматрати штеточинама, на примјер, ако су инвазивне врсте или коров. Не постоји универзална дефиниција онога што биљку чини штеточином. Неке владе, као што је Западна Аустралија, дозвољавају својим властима да прописују као биљку штеточина "било коју биљку која ће, по мишљењу локалних власти, вјероватно негативно утицати на животну средину округа, вриједност имовине у округу, или здравље, удобност или погодност становника округа". Примјер такве биљке прописане овим прописом је чичак, бабин зуб, који може изазвати тровање оваца и коза, али је углавном сметња око зграда, путева и рекреативних подручја због својих непријатно оштрих бодљикавих неравнина.

### Патогени
Патогени који изазивају болести, као што су Гљиве, оомицете, бактерије и вируси могу проузроковати штету на усјевима и баштенским биљкама.

## Екологија
Термин "биљни штеточина", који се углавном примјењује на микропредаторе инсеката биљака, има специфичну дефиницију у смислу Међународне конвенције о заштити биља и фитосанитарних мјера широм свијета. Штеточина је било која врста, сој или биотип биљке, животиње или патогеног агенса штетног за биљке или биљне производе.
Широм свијета, утицаји пољопривредних штеточина су повећани вишим степеном међусобне повезаности. То је због повећаног ризика да ће се било који одређени проблем штеточина било гдје у свијету (као систем) ширити преко цијелог система.

### Биљна одбрана од штеточина
Биљке су развиле стратегије које користе у сопственој одбрани, било да су трње (модификоване стабљике) или бодље (модификовани листови), убоди, дебела кутикула или воштане наслаге, а друга линија одбране је токсична или неукусна секундарни метаболити. Механичка повреда биљних ткива омогућава улазак патогена и стимулише биљку да мобилизује своју хемијску одбрану. Биљка убрзо затвара рану како би смањила даљу штету.
Биљке понекад предузимају активне кораке како би смањиле биљоједе. Macaranga triloba, на примјер, прилагодила је своје танкослојне стабљике како би створила идеално кућиште за мрава Crematogaster, који, пак, штити биљку од биљоједа. Поред обезбјеђивања становања, биљка такође обезбјеђује мрава са својим ексклузивним извором хране у облику тијела хране која се налазе на листићима листа. Слично томе, неколико врста акација развило је чврсте бодље које су отечене у подножју, формирајући шупљу структуру која обезбеђује становање за мраве који штите биљку. Ова стабла багрема такође производе нектар у нектарима на својим листовима као храну за мраве.

### Климатске промјене
Распони штеточина су у великој мјери одређени климом. Најчешћи примјер за најдуже вријеме је киша: Иако суша стрес слаби отпорност на болести усјева, суша такође успорава заразу и инфекцију; а нека варијабилност падавина је универзална. У скорије вријеме климатске промјене брзо мјењају опсеге, углавном их гурајући према половима (и сјевер и југ). Од 1960-2013. године опсег су се помјерили према полу за 2,7 ± 0,8 км (1,68 ± 0,50 ми) годишње - иако са значајним разликама између таксона. (Посебно у случају вируса и нематода који показују супротан тренд, према екватору. То може бити због њиховог недостатка дисперзије у ваздуху, тако да је њихов тренд у складу са трендом људски потпомогнутог ширења; или потешкоће у идентификацији на терену.) У Европи се очекује да ће се штеточине усјева појавити јер се очекује да ће кичмењаци предатори који их контролишу бити потиснути будућим климатским условима.

## Економски утицај

### У пољопривреди и хортикултури
Заједно штеточине и болести узрокују до 40% губитака приноса сваке године. Животињске групе од највећег значаја као пољопривредне штеточине су (по редосљеду економског значаја) инсекти, гриње, нематоде и пужеви.
Инсекти су одговорни за два главна облика оштећења усјева. Прво, постоји директна повреда коју изазивају биљкама док се хране ткивима; смањење површине листа на располагању за фотосинтезу, дисторзија растућих изданака, смањење раста и снаге биљке, и увенуће изданака и грана изазваних тунелским активностима инсеката. Друго је индиректна штета, гдје инсекти чине мало директне штете, али или преносе или дозвољавају улазак гљивичних, бактеријских или вирусних инфекција. Иако су неки инсекти полифагни, многи су ограничени на једну одређену културу или групу усјева. У многим случајевима ларва се храни биљком, стварајући нутритивну продавницу коју ће користити краткотрајна одрасла особа; ларве Symphyta и лептира хране се углавном ваздушним дијеловима биљака, док личинке тврдокрилаца имају тенденцију да живе под земљом, хранећи се коренима или тунелом у стабљику или испод коре. Праве бубе, риличари, имају пирсинг и сисање уста и живе сисањем сока из биљака. То укључује лисне уши, беле мушице и инсекте. Осим што слабе биљку, они подстичу раст чађаве буђи на медљици коју инсекти производе, што искључује светлост и смањује фотосинтезу, успоравајући раст биљке. Често преносе озбиљне вирусне болести између биљака.
Гриње које изазивају највише проблема на терену су паук гриње. Они су мањи од 1 мм (0.04 у) у пречнику, могу бити веома бројни, и напредују у топлим и сувим условима. Они углавном живе на доњој страни лишћа и пробијају биљне ћелије да се хране, а неке врсте формирају мрежу. Они се јављају на скоро свим важним прехрамбеним културама и украсним биљкама, како на отвореном тако и под стаклом, и укључују неке од економски најважнијих штеточина. Друга важна група гриња су жучне гриње које утичу на широк спектар биљака, неколико врста гриња су главне штеточине које наносе значајну економску штету усјевима. Они могу да се хране корјенима или надземним дијеловима биљака и преносе вирусе. Неки примјери су велика гриња пупољака која преноси вирус реверзије црне рибизле, кокосова гриња која може уништити производњу кокоса, и гриња рђе житарица која преноси неколико вируса траве и житарица. Будући да су изузетно мале, многе биљне гриње се шире вјетром иако други користе инсекте или друге чланконошце као средство за распршивање.
Нематоде (јегуља) које нападају биљке су минутне, често премале да би се видјеле голим оком, али њихово присуство је често очигледно у галама или "чворовима" које формирају у биљним ткивима. Огроман број нематода се налази у земљишту и нападају корјене, али други утичу на стабљике, пупољке, лишће, цвјеће и плодове. Високе инфестације узрокују заостајање у расту, деформацију и успоравање раста биљака, а нематоде могу преносити вирусне болести из једне биљке у другу. Када су његове популације високе, нематода циста кромпира може изазвати смањење приноса осјетљивих сорти кромпира од 80%. Јаја нематода преживљавају у земљишту дуги низ година, стимулисана да се излегу хемијским знаковима које производе корјени осјетљивих биљака.
Пужеви голаћи и пужеви су копнени пужеви који обично жваћу лишће, стабљике, цвеће, остатке воћа и поврћа. Пужеви и пужеви се мало разликују једни од других и обоје наносе значајну штету биљкама. Са новим усјевима који се узгајају и са инсектима штеточина који су доведени више под контролу биолошким и другим средствима, штета коју су нанели мекушци постаје од већег значаја. Копненим мекушцима је потребна влажна средина; П
пужеви могу бити уочљивији јер њихове шкољке пружају заштиту од исушивања, док већина пужева живи у земљишту и излази само да се храни ноћу. Они прождиру саднице, оштећују изданке у развоју и хране се салатама и купусом, а неке врсте тунелирају у кромпир и друге гомоље.

### Коров
Коров је биљка која се сматра непожељном у одређеној ситуацији; термин нема ботанички значај. Често, корови су једноставно оне аутохтоне биљке које су прилагођене да расту у поремећеном тлу, поремећај изазван орањем и култивацијом фаворизује их у односу на друге врсте. Свака биљка је коров ако се појави на локацији гдје је нежељена; зубача чини добру травњак биљку под топлим сувим условима, али постаје лош коров када надмашује култивисане биљке.
Другачија група корова састоји се од оних који су инвазивни, уведени, често ненамјерно, у станишта у којима нису аутохтони, али у којима успјевају. Без својих првобитних конкурената, биљоједа и болести, они се могу повећати и постати озбиљна сметња. Једна таква биљка је љубичасти поточњак, поријеклом из Европе и Азије гдје се јавља у јарцима, влажним ливадама и мочварама; уведен у Сјеверну Америку, нема природних непријатеља који би га држали под контролом и преузео је огромне површине мочвара искључујући аутохтоне врсте.

### У шумарству
У шумарству, штеточине могу утицати на различите дјелове дрвета, од корјена и дебла до крошње далеко изнад главе. Приступачност дијела стабла може отежати откривање, тако да проблем штеточина може већ бити далеко узнапредовао прије него што се први пут посматра са земље. Pristiphora erichsonii и Choristoneura су два инсекта штеточине који преовлађују на Аљасци, а ваздушна истраживања могу показати који дијелови шуме се дефолијирају у било којој години, тако да се могу предузети одговарајуће корективне мјере.
Неке штеточине не могу бити присутни на дрвету током цијеле године, било због њиховог животног циклуса или зато што се ротирају између различитих врста домаћина у различито доба године. У шумарству, штеточине могу утицати на различите дијелове дрвета, од корјена и дебла до крошњи далеко изнад главе. Ларве буба које буше дрво, на примјер, познате су по томе што годинама проводе ископавање тунела испод коре дрвећа, што доводи до значајних структурних оштећења. Ове ларве се појављују на отвореном само за кратке периоде као одрасли, прије свега да се паре и разиђу. Увоз и извоз дрвета је нехотице помогао неким инсектима да се успоставе далеко од своје земље порјекла. Инсект може бити од малог значаја у свом природном опсегу, који се држи под контролом паразитоидних оса, предатора и природне отпорности дрвећа домаћина, али бити озбиљна штеточина у региону у који је уведен. То је случај са Agrilus planipennis, инсектом поријеклом из сјевероисточне Азије, који је од свог доласка у Сјеверну Америку убио милионе јасена. Још један примјер врсте буба која показује понашање штеточина су Мелолонтха Хиппоцастрани, који узрокују озбиљну, дугорочну штету на младим стаблима хранећи се корјењем.

### У зградама
Животиње које могу да живе у сувим условима који се налазе у зградама укључују многе зглавкаре као што су бубе, жохари, мољци и гриње. Друга група, укључујући термите, бубе глодаре, стрижибубе и дрвени мрави узрокују структурну штету на зградама и намјештају. Природно станиште ових су распадајући дијелови дрвећа. Буба Xestobium rufovillosum напада структурне дрвене грађе старих зграда, углавном нападајући тврдо дрво, посебно храст. Почетни напад обично прати улазак воде у зграду и накнадно пропадање влажног дрвета. Обичне бубе намјештаја углавном нападају бјељику и тврдог и меког дрвета, нападајући само срце када је модификовано гљивичним пропадањем. Присуство буба постаје очигледно тек када ларве гризу свој излаз, остављајући мале кружне рупе у дрвету.
Dermestidae и мољци одјеће узрокују неструктурне штете на имовини као што су одјећа и теписи. Ларве су деструктивне, хране се вуном, косом, крзном, перјем и прхутом. Личинке мољаца живе тамо гдје се хране, али ларве буба могу се сакрити иза лајсни или на другим сличним локацијама између оброка. Могу се увести у кућу у било ком производу који садржи животињска влакна, укључујући тапацирани намештај; мољци су слаби летачи, али буба тепиха такође може да уђе у куће кроз отворене прозоре. Бубе намјештаја, буба тепихе и мољци одеће такође су способни да направе велику штету музејским експонатима, зоолошким и ботаничким збиркама и другим предметима културне баштине. Стална будност је потребна да би се спријечио напад, а новостечени предмети, и они који су били на позајмици, можда ће требати карантин прије него што се додају у општу колекцију.
Широм свијета постоји преко четири хиљаде врста бубашваба, али само четири врсте се обично сматрају штеточинама, које су се прилагодиле да трајно живе у зградама. Сматра се знаком нехигијенских услова, хране се готово свиме, брзо се размножавају и тешко их је искоријенити. Они могу пасивно транспортовати патогене микробе на површинама тијела, посебно у срединама као што су болнице, и повезани су са алергијским реакцијама код људи.
Разни инсекти нападају суве прехрамбене производе, бубе брашна, Stegobium paniceum, Oryzaephilus surinamensis и Plodia interpunctella који се налазе широм свијета. Инсекти могу бити присутни у складишту или можда уведени током транспорта, у малопродајним објектима или у кући; они могу ући у пакете кроз ситне пукотине или могу жвакати рупе у амбалажи. Што се дуже производ складишти, већа је вјероватноћа да ће постати контаминиран, а инсекти често потичу из суве хране за кућне љубимце.
Неке гриње, такође, заразе намирнице и друге ускладиштене производе. Свака супстанца има своју специфичну грињу, и они се множе великом брзином. Једна од најштетнијих је Acarus siro, која се налази у зрну и може постати изузетно богата у слабо ускладиштеном материјалу. Временом , предаторске гриње обично крећу и контролишу гриње брашна.

## Противмјере

### Контрола штеточина у пољопривреди и хортикултури
Контрола штеточина у усјевима стара је колико и цивилизација. Најранији приступ је био механички, од орања до ручног сакупљања инсеката. Ране методе укључивале су употребу једињења сумпора, прије 2500. године прије нове ере у Сумеру. У древној Кини, инсектициди добијени из биљака били су у употреби до 1200. године прије нове ере за третирање сјемена и фумигацију биљака. Кинеска агрономија је препознала биолошку контролу од стране природних непријатеља штеточина и варирање времена садње како би се смањиле штеточине прије првог вијека нове ере. Пољопривредна револуција у Европи видјела је увођење ефикасних инсектицида на биљној бази као што су Pyrethrum, Derris, Quassia и екстракт дувана. Оштећење Phylloxera (пепелнице) у винској индустрији у 19. вијеку резултирало је развојем отпорних сорти и пресађивања, као и случајним открићем ефикасних хемијских пестицида, Бордовска чорба (креч и бакар сулфат) и Bakar(II) acetoarsenit (једињење арсена), оба веома широко коришћена. Биолошка контрола је такође постала успостављена као ефикасна мјера у другој половини 19. вијека, почевши од Novius cardinalis против Icerya purchasi. Све ове методе су рафиниране и развијене од њиховог открића.
- Прскалица за усјеве која примјењује пестицид на младу културу кукуруза.
- Личинка Syrphus (испод) храни се биљним вашима (горе), што их чини природним средствима за биолошку контролу.
- Паразитоидна оса (Cotesia congregata) одрасла особа са пупалним чахурама на свом домаћину, дувански хорнворм (Manduca sexta, опнокрилци), примјер средства за биолошку контролу хименоптерана

### Контрола штеточина у шумарству
Шумске штеточине наносе скупу штету, али њихово лијечење је често недоступно, с обзиром на релативно ниску вриједност шумских производа у поређењу са пољопривредним културама. Такође је генерално немогуће искорјенити шумске штеточине, с обзиром на потешкоће у испитивању читавих стабала и сигурност да ће пестициди оштетити многе шумске организме осим предвиђених штеточина. Шумска интегрисана заштита од штеточина стога има за циљ да користи комбинацију превенције, мјера културне контроле и директне контроле (као што је употреба пестицида). Културне мјере укључују одабир одговарајућих врста, држање конкурентске вегетације под контролом, обезбјеђивање одговарајуће густине залиха и минимизирање повреда и стреса на дрвећу.

### Контрола штеточина у зградама
Контроли штеточина у зградама може се приступити на неколико начина, у зависности од врсте штеточина и погођеног подручја. Методе укључују побољшање санитарних услова и контроле смећа, модификовање станишта и коришћење репелената, регулатора раста, замки, мамаца и пестицида. На примјер, пестицид Бор може бити импрегниран у влакнима целулозне изолације како би се убили инсекти који се сами дотјерују као што су мрави и бубашвабе. Мољци за одјећу могу се контролисати херметички затвореним контејнерима за складиштење, периодично прање одјеће, хватање, замрзавање, грејање и употребу хемикалија. Традиционални нафталин одвраћају одрасле мољце са јаким мирисом нафталена; модерни користе испарљиве репеленте као што је 1,4-дихлоробензен. Личинке мољаца могу се убити инсектицидима као што су перметрин или пиретроиди. Међутим, инсектициди се не могу безбједно користити у складиштима хране; алтернативни третмани укључују замрзавање хране четири дана на 0 °F (−18 °C) или печење пола сата на 130 °F (54 °C) за убијање присутних инсеката.

## У митологији, религији, фолклору и култури
Штеточине су привукле људску пажњу од рођења цивилизације. Куге скакаваца изазвале су разарање на древном Блиском истоку, а забиљежене су у гробницама у старом Египту још од 2470. године прије нове ере, и у Књизи изласка у Библији, која се одвија у Египту око 1446. године прије нове ере. Хомерова Илијада помиње скакавце који се крећу на крило да би избјегли ватру. С обзиром на утицај пољопривредних штеточина на људске животе, људи су се молили за ослобођење. На примјер, грчки монах из 10. вијека Трифун Цариградски је рекао да се молио "Пужеви, уши и сва друга створења, не повредити винову лозу, ни земљу, ни плодове дрвећа, ни поврће ... него одлази у дивље планине." Староенглески медицински текст из 11. вијека Lacnunga садржао је чари и чаролије за одбрану или лијечење штеточина као што су wid smeogan wyrme, "паразитски црви", у овом случају који захтјевају да се пјева чаролија, у пратњи покривања ране пљувачком, згнијеченом зеленом кичицом и врућим крављим урином. "Молитва против штеточина" 20. вијека, укључујући и ријечи "Твојом снагом, нека ове штетне животиње буду отјеране, тако да никоме неће нашкодити и да ће оставити наша поља и ливаде неповријеђене" штампана је у молитвенику сеоског живота из 1956. године.